# Critérium International 1984
Il Critérium International 1984, cinquantatreesima edizione della corsa, si svolse dal 26 al 27 marzo su un percorso di 282 km ripartiti in 3 tappe, con partenza e arrivo a Antibes. Fu vinto dall'irlandese Sean Kelly della Skil-Reydel-SEM-Mavic, che bissò il successo dell'anno precedente, davanti al francese Pascal Simon e all'irlandese Stephen Roche.

## Tappe
| Tappa  | Data     | Percorso                              | km    | Vincitore di tappa | Leader cl. generale |
| ------ | -------- | ------------------------------------- | ----- | ------------------ | ------------------- |
| 1ª     | 26 marzo | Antibes > Juan-les-Pins               | 185,5 | Sean Kelly         | Sean Kelly          |
| 2ª     | 27 marzo | Antibes > Caussols                    | 83,5  | Sean Kelly         | Sean Kelly          |
| 3ª     | 27 marzo | Antibes > Antibes (cron. individuale) | 12,5  | Sean Kelly         | Sean Kelly          |
| Totale | Totale   | Totale                                | 282   |                    |                     |

## Dettagli delle tappe

### 1ª tappa
- 26 marzo: Antibes > Juan-les-Pins – 185,5 km

| Pos. | Corridore     | Squadra     | Tempo    |
| ---- | ------------- | ----------- | -------- |
| 1    | Sean Kelly    | Skil        | 4h20'14" |
| 2    | Greg LeMond   | Renault-Elf | s.t.     |
| 3    | Stefan Mutter | Cilo        | s.t.     |

| Pos. | Corridore  | Squadra | Tempo    |
| ---- | ---------- | ------- | -------- |
| 1    | Sean Kelly | Skil    | 4h20'14" |

### 2ª tappa
- 27 marzo: Antibes > Caussols – 83,5 km

| Pos. | Corridore         | Squadra | Tempo    |
| ---- | ----------------- | ------- | -------- |
| 1    | Sean Kelly        | Skil    | 2h35'31" |
| 2    | Pascal Simon      | Peugeot | a 2'11"  |
| 3    | Jean-Marie Grezet | Skil    | a 2'19"  |

| Pos. | Corridore  | Squadra | Tempo |
| ---- | ---------- | ------- | ----- |
| 1    | Sean Kelly | Skil    |       |

### 3ª tappa
- 27 marzo: Antibes > Antibes (cron. individuale) – 12,5 km

| Pos. | Corridore      | Squadra    | Tempo  |
| ---- | -------------- | ---------- | ------ |
| 1    | Sean Kelly     | Skil       | 15'33" |
| 2    | Stephen Roche  | La Redoute | a 3"   |
| 3    | Julián Gorospe | Reynolds   | a 12"  |

| Pos. | Corridore     | Squadra    | Tempo    |
| ---- | ------------- | ---------- | -------- |
| 1    | Sean Kelly    | Skil       | 7h11'21" |
| 2    | Pascal Simon  | Peugeot    | a 2'39"  |
| 3    | Stephen Roche | La Redoute | a 2'43"  |

## Classifiche finali

### Classifica generale
| Pos. | Corridore         | Squadra                  | Tempo    |
| ---- | ----------------- | ------------------------ | -------- |
| 1    | Sean Kelly        | Skil-Reydel-SEM-Mavic    | 7h11'21" |
| 2    | Pascal Simon      | Peugeot-Shell-Michelin   | a 2'39"  |
| 3    | Stephen Roche     | La Redoute               | a 2'43"  |
| 4    | Jean-Marie Grezet | Skil-Reydel-SEM-Mavic    | a 2'44"  |
| 5    | Frédéric Vichot   | Skil-Reydel-SEM-Mavic    | a 3'14"  |
| 6    | Julián Gorospe    | Reynolds                 | a 3'32"  |
| 7    | Bernard Hinault   | La Vie Claire-Terraillon | a 3'42"  |
| 8    | Greg LeMond       | Renault-Elf              | a 3'45"  |
| 9    | Jean-Claude Bagot | Skil-Reydel-SEM-Mavic    | a 3'48"  |
| 10   | Andre Chappuis    | Système U                | a 3'52"  |